# Fiskebækbroen
Die Fiskebækbroen ist eine Straßenbrücke über den Fiskebæk oder Mølleå bei Farum auf der Insel Seeland in Dänemark. Sie wird von der Primærrute 16 von Kopenhagen nach Hundested benutzt.
Die knapp 300 Meter lange Brücke besteht aus zwei parallel verlaufenden Plattenbalkenbrücken mit neun Feldern, die je zwei Fahrspuren und einen Randstreifen tragen. Sie liegen mit etwas Abstand auf gemeinsamen Jochen, die von zentrisch unter den Fahrbahnplatten angeordneten Pfeilern getragen werden.
Der mittlere Teil der Brücke stürzte kurz nach Fertigstellung am 8. Februar 1972 ein, wobei niemand verletzt wurde. Der Grund waren die für die Fundierung im sumpfigen Baugrund verwendet Frankipfähle. Die 20 Meter langen und 50 cm dicken Pfähle sollten eine Tragfähigkeit von 165 Tonnen haben. Sie hatten sich aber beim Gießen des Betons S-förmig verbogen und waren somit nicht in der Lage die Last der Brücke zu tragen. Drei Pfähle brachen und brachten so die Brücke zum Einsturz. Das am Bau der Brücke beteiligte Ingenieurbüro wurde nach dem Vorfall zahlungsunfähig.